# Филиппов, Михаил Иванович
Михаи́л Ива́нович Фили́ппов (род. 15 августа 1947, Москва, СССР) — советский и российский актёр театра и кино, народный артист Российской Федерации (1996), лауреат Государственной премии Российской Федерации (1999).

## Биография
Михаил Иванович Филиппов родился 15 августа 1947 года в Москве. Учился на филологическом факультете Московского государственного университета. Во время учёбы в МГУ играл в студенческой студии «Наш дом». После четвёртого курса перешёл в ГИТИС на курс народного артиста РСФСР профессора Григория Конского, окончил ГИТИС в 1973 году.
В труппе Московского театра имени Маяковского с 1973 по 2023 годы.
С 1 мая 2023 года в Малом театре.

## Личная жизнь
Женат третьим браком.
Первая жена — филолог Ирина Андропова (род. 1947), дочь Генерального секретаря ЦК КПСС Юрия Андропова. Сын — Дмитрий.
Вторая жена — актриса Наталья Гундарева. Был в браке с ней с 1986 года до её кончины. Спустя два года после её ухода Михаил Иванович издал книгу под названием «Наташа» о главной в его жизни женщине — скончавшейся жене. Это книга воспоминаний и впечатлений об их семейной жизни, в которую вошли рисунки Натальи, стихотворения Михаила, их записочки о любви друг другу.
Третья жена — Наталья Васильева (Филиппова), актриса Московского театра имени Маяковского.

## Признание и награды
- Орден «За заслуги перед Отечеством» IV степени (1 июня 2013) — за большие заслуги в развитии отечественной культуры и искусства, многолетнюю плодотворную деятельность[2]
- Орден «За заслуги в культуре и искусстве» (25 августа 2023) — за заслуги в развитии отечественной культуры и искусства, многолетнюю плодотворную творческую деятельность[3]
- Орден Почёта (17 января 2005) — за многолетнюю деятельность в области культуры и искусства[4]
- Народный артист Российской Федерации (2 мая 1996) — за большие заслуги в области искусства[1]
- Заслуженный артист РСФСР (1984)
- Государственная премия Российской Федерации (1999) — за участие в спектакле «Женитьба» (Театр на Покровке)
- Премия мэрии Москвы (1997) — за роли в спектаклях «Женитьба» и «Наполеон I»
- Почётная грамота Московской городской думы (29 ноября 2017) — за заслуги перед городским сообществом и в связи с юбилеем[5]
- Зрительская премия «ЖЖивой театр» (2013) — в номинации «артист года» за роли в спектаклях «Таланты и поклонники» и «Господин Пунтила и его слуга Матти»
- Международная премия имени Станиславского в номинации «Мастерство актёра» (2011)
- Премия «Хрустальная Турандот» — за роль Николая Степановича в спектакле «Тайные записки тайного советника» театра «Эрмитаж» (2010)
- Премия «Три сестры» (1999)
- Приз за лучшую мужскую роль второго плана на кинофестивале «Созвездие» (1997) — за роль Морденко в телесериале «Петербургские тайны»

## Творчество

### Роли в театре
- «Беседы с Сократом» Э. Радзинского — 1-й ученик Сократа
- «Плоды просвещения» Л. Н. Толстого — профессор Кругосветлов
- «Да здравствует королева, виват!» Р. Болта — испанский посол Де Квадра
- «Смотрите, кто пришёл!» В. Арро — Роберт
- «Виктория?..» Т. Реттигана — Минтоу
- «Закат» И. Бабеля — от Автора, Боярский
- «Наполеон Первый» Ф. Брукнера — Наполеон
- «Загадочные вариации» Э. Шмитта — Абель Знорко
- «Женитьба» Н. В. Гоголя. Режиссёр: Сергей Арцибашев — Кочкарёв
- «Карамазовы» по Ф. М. Достоевскому. Режиссёр: Сергей Арцибашев — Дмитрий Карамазов
- «Шаткое равновесие» Э. Олби — Тоби
- «Как поссорились» по Н. В. Гоголю — Иван Никифорович
- «Директор театра» по произведениям А. С. Пушкина, В. Моцарта, А. Сальери — Моцарт и Сальери. Режиссёр: Дмитрий Бертман (Театральное агентство «Арт-Партнёр XXI»)
- 2012 — «Таланты и поклонники» А. Островского — реж. М. Карбаускис — Великатов
- 2012 — «Господин Пунтила и его слуга Матти» Б. Брехта — реж. М. Карбаускис — Пунтила
- 2013 — «Кант» реж. М. Карбаускис — Кант
- 1983 — «Молва» (Афанасий Салынский) — реж. Ю. В. Иоффе, постановка А. А. Гончарова — Мчиславский, артист
- Кошка на раскалённой крыше (Теннеси Уильямс) — Гупер

Малый театр
- 2023 — "Мертвые души" Н.В.Гоголь — Собакевич

### Роли в кино
1. 1976 — Красное и чёрное — господин Фуке
2. 1981 — Простая девушка[6] — Егор Гаврилович[7]
3. 1988 — Артистка из Грибова — Груздев
4. 1989 — Женщины, которым повезло — Марк Григорьевич
5. 1989 — Процесс
6. 1990 — Супермент — Филиппов
7. 1991 — Дело Сухово-Кобылина — Пётр Яковлевич Чаадаев
8. 1991 — Небеса обетованные — Вася, младший сын «Кати Ивановой» / Василий Ильич Прохоров
9. 1991 — Чокнутые — компаньон Отрешковой
10. 1992 — Грех — начальник РОВД, капитан милиции
11. 1992 — Мелочи жизни — Константин Ильич, телережиссёр
12. 1993 — Альфонс — Константин Сергеевич, новый директор театра
13. 1993 — Завтрак с видом на Эльбрус — Сергей Маландин, друг Павла
14. 1993 — Итальянский контракт —
15. 1993 — Лихая парочка —
16. 1993 — Русский роман —
17. 1994 — Московские каникулы — представитель «Аэрофлота»
18. 1994 — Петербургские тайны — Осип Захарович Морденко
19. 1995 — Квадрат —
20. 1997 — Змеиный источник — следователь
21. 1998 — Самозванцы — Парамонов
22. 1999 — Д. Д. Д. Досье детектива Дубровского — Виталий Авдеевич Иринархов/Доппель Д2/«Мясник», маньяк в Чите
23. 2000 — Русский бунт — генерал-аншеф Пётр Панин
24. 2001 — Саломея — Захолустьев-старший
25. 2001 — Сверчок за очагом — мистер Тэклтон
26. 2003 — Евлампия Романова. Следствие ведёт дилетант — Олег Писемский
27. 2004 — Дети Арбата — Алфёров
28. 2004 — Дзисай — Дудыпин («Император»)
29. 2004 — Ландыш серебристый
30. 2007 — Нас не догонишь — Марк
31. 2008 — Глухарь — алкаш
32. 2009 — Иван Грозный — митрополит Макарий
33. 2009 — Колдовская любовь-2
34. 2010 — Багровый цвет снегопада — Ростислав Баторский
35. 2012 — Шпион — Сталин
36. 2013 — Гагарин. Первый в космосе — Сергей Павлович Королёв
37. 2015 — Пёс — Борис Борисович Громов, полковник, начальник ОВД (1 сезон)
38. 2018 — Операция «Сатана» — Борис Алексеевич Заболотный, генеральный конструктор КБ «Север»